# Večeře s Beatriz
Večeře s Beatriz (anglický originál: Beatriz at Dinner) je americko-kanadský dramatický komediální film z roku 2017. Režie se ujal Miguel Arteta a scénáře Mike White. Ve snímku hrají hlavní role Salma Hayek, John Lithgow, Connie Britton, Jay Duplass, Amy Landecker, Chloë Sevigny a David Warshofsky.
Film měl premiéru na Filmovém festivale Sundance 23. ledna 2017 a do kin byl oficiálně uveden 9. června 2017. V České republice premiéru neměl.

## Obsazení
- Salma Hayek jako Beatriz
- Chloë Sevigny jako Shannon
- Connie Britton jako Kathy
- Jay Duplass jako Alex
- John Lithgow jako Doug Strutt
- Amy Landecker jako Jeana
- David Warshofsky jako Grant
- John Early jako Evan

## Recenze
Film získal pozitivní recenze od kritiků. Na recenzní stránce Rotten Tomatoes získal z 88 započtených recenzí 76 procent s průměrným ratingem 6,5 bodů z deseti. Na serveru Metacritic snímek získal z 36 recenzí 68 bodů ze sta.

### Nominace a ocenění
| Ocenění                            | Datum ceremoniálu            | Kategorie                          | Nominovaný       | Výsledek  |
| ---------------------------------- | ---------------------------- | ---------------------------------- | ---------------- | --------- |
| Independent Spirit Awards          | 3. března 2018               | Nejlepší scénář                    | Mike White       | nominace  |
| Independent Spirit Awards          | 3. března 2018               | Nejlepší herečka v hlavní roli     | Salma Hayek      | nominace  |
| Imagen Foundation Awards           | 18. srpna 2017               | Nejlepší režie                     | Miguel Arteta    | vítězství |
| Imagen Foundation Awards           | 18. srpna 2017               | Nejlepší film                      | Večeře s Beatriz | nominace  |
| Imagen Foundation Awards           | 18. srpna 2017               | Nejlepší herečka v hlavní roli     | Salma Hayek      | nominace  |
| Indiewire Critics' Poll            |                              | Nejlepší herečka v hlavní roli     | Salma Hayek      | 4. místo  |
| International Online Cinema Awards |                              | Nejlepší herečka v hlavní roli     | Salma Hayek      | nominace  |
| International Online Cinema Awards | Nejlepší herec v hlavní roli | John Lithgow                       | nominace         |           |
| International Online Cinema Awards | Nejlepší původní scénář      | Mike White                         | nominace         |           |
| National Board of Review           | 28. listopadu 2017           | Nejlepších deset nezávislých filmů | Večeře s Beatriz | vítězství |